# 牽連犯
牽連犯（けんれんはん、- ぱん）とは、犯罪の手段又は結果である行為が他の罪名に触れることをいう（刑法54条1項後段）。たとえば、他人の住居に侵入して窃盗を行った場合、住居侵入罪（刑法130条前段）と窃盗罪（刑法235条）は牽連犯となる。
牽連犯については、その最も重い刑により処断する。上記の例では、法定刑の重い窃盗罪の刑により処断されることとなり、別途住居侵入罪の刑で処断されることはない（吸収主義）。この点で、加重主義がとられる併合罪よりも処断刑が軽くなる。
- 刑法の規定は、以下で条名のみ記載する。

## 沿革
牽連犯の規定は、日本以外の立法例にはほとんど見当たらない。日本の現行刑法は、スペイン刑法を参考に設けられたものと推測されている。日本の現行刑法を母法とする韓国刑法にも存在せず、改正刑法草案でも削除が予定されていた。

## 趣旨
牽連犯は、元来数罪が成立するところ、科刑上一罪（処断上一罪）として取り扱うものである（判例・通説）。
判例は、その趣旨について、数罪間に、その罪質上、通例その一方が他方の手段または結果となるという関係があり、しかも具体的にも犯人がかかる関係においてその数罪を実行したような場合には、そのうち最も重い犯罪について定めた刑をもって処断すれば、それによって軽い罪に対する処罰をも充足し得るのが通例であるから、それら数罪の犯行目的が単一であることをも考慮すれば、もはや数罪として処断する必要がないと認められることによるとする（最高裁昭和23年12月21日判決）。

## 要件
判例は、刑法54条1項後段にいう「犯罪の手段」とは、ある犯罪の性質上、その手段として普通に用いられる行為をいい、また「犯罪の結果」とは、ある犯罪より生ずる当然の結果を指すから、牽連犯となるには、両者の間に密接な因果関係があることが必要であり、犯人が現実に犯した2罪がたまたま手段結果の関係にあるだけでは牽連犯とならないとしている（最高裁昭和24年7月12日判決）。
また、判例は、牽連犯が成立するためには、犯人が主観的に数罪の一方を他方の手段又は結果の関係において実行したというだけでは足りず、その数罪間に、その罪質上、通常手段結果の関係が存在することを必要とするものと解している（前掲最高裁昭和24年12月31日判決）。
判例は、住居侵入と窃盗・強盗・殺人・強制性交等・傷害・放火との間、文書偽造とその行使と詐欺との間などについて牽連犯を認めている。

### かすがい現象
一つの手段となる犯罪から複数の犯罪が派生して発生した場合は、手段となる犯罪と結果となる複数の犯罪がそれぞれ牽連犯の関係に立つ結果、全体として一罪として扱われる。例えば、住居に侵入して3人を殺害した場合、3個の殺人罪と1個の住居侵入罪がそれぞれ牽連犯となる結果、全体として一罪として最も重い罪の刑により処断される（最高裁昭和29年5月27日決定）。3個の殺人罪だけであれば併合罪となり、併合罪加重がされるのに対し、住居侵入罪が「かすがい」の役割を果たすことによって一罪となるので、これをかすがい現象という。
これは、判例・通説で認められた考えであるが、かすがいとなる犯罪が起訴され、認定されることによって、かえって処断刑の範囲が軽くなるという不均衡が生じるため、反対説もある。

## 処断刑
牽連犯は、「その最も重い刑により処断」されるが、判例は、この規定を、数個の罪名中最も重い刑を定めている法条によって処断するという趣旨とともに、他の法条の最下限の刑よりも軽く処断することはできないという趣旨を含むものと解している（最高裁昭和28年4月14日判決）。

## 訴訟法上の取扱い
牽連犯は、観念的競合と同様、科刑上一罪となり、これと同様の訴訟法上の取扱いとなる。